# Östra Gisslarbodlötens naturreservat
Östra Gisslarbodlötens naturreservat är ett naturreservat i Rättviks kommun i Dalarnas län.
Området är naturskyddat sedan 2023 och är 450 hektar stort. Reservatet ligger nordost om Rättvik och består av naturskog, små tjärnar, myrar och vattendrag. De västra delarna domineras av tallskog, i öster är terrängen flackare och skogen mer graninblandad. 